# Gunilla Forsberg
Gunilla Forsberg, född 1 juli 1930, död 8 december 2015, var en svensk inredningsarkitekt. Hon var dotter till Dag Ribbing och Brita Snellman samt gift med Åke Forsberg. 
Forsberg utexaminerades från Högre Konstindustriella Skolan i Stockholm 1952. Hon var medlem i Svenska Inredningsarkitekters Riksförbund och verksam i Åke och Gunilla Forsberg AB. Hon ritade tillsammans med Åke Forsberg flera stolar. Inredningsarbeten för bl a: LO:s kursgård vid Täljöviken, Åkersberga; PUB, Hötorget, Stockholm; Runö skola, Lidingö; KF:s kursgård Vår gård, Saltsjöbaden; Restauranger, serveringar, Domusvaruhus och Konsumbutiker för KFAI; Brunnsviks folkhögskola.